# Terreno di Murashige e Skoog
Il terreno base di Murashige e Skoog (M&S base medium) è un terreno di coltura utilizzato per colture cellulari vegetali. È stato inventato dagli scienziati Toshio Murashige e Folke K. Skoog nel 1962, durante la ricerca per un regolatore di crescita delle piante. È il mezzo più comunemente usato nel campo delle colture in vitro di cellule vegetali.
Come studente di dottorato di Skoog, Murashige inizialmente cercò di trovare un nuovo ormone della crescita, non ancora scoperto, di cui si ipotizzava la presenza nel succo di tabacco. Tale componente non fu trovato. Invece una analisi del succo di tabacco e del tabacco incenerito rivelarono una concentrazione più alta, rispetto a quella nota, di minerali specifici nei tessuti vegetali. Una serie di esperimenti dimostrarono che un aumento della concentrazione di questi nutrienti portava a una maggiore crescita. Questi studi permisero a Murashige e Skoog di formulare un terreno di coltura ottimale. 

## Costituenti

### Macronutrienti inorganici
- Nitrato d'ammonio (NH4NO3) 1.650 mg/l
- Cloruro di calcio (CaCl2 · 2H2O) 440 mg/l
- Solfato di magnesio (MgSO4 · 7H2O) 370 mg/l
- Fosfato di potassio (KH2PO4) 170 mg/l
- Nitrato di potassio (KNO3) 1.900 mg/l

### Micronutrienti inorganici
- Acido borico (H3BO3) 6,2 mg/l
- Cloruro di cobalto (CoCl2 · 6H2O) 0,025 mg/l
- Solfato di rame (CuSO4 · 5H2O) 0,025 mg/l
- Solfato ferroso (FeSO4 · 7H2O) 27,8 mg/l
- Solfato di manganese (MnSO4 · 4H2O) 22,3 mg/l
- Ioduro di potassio (KI) 0,83 mg/l
- Molibdato di sodio (Na2MoO4 · 2H2O) 0,25 mg/l
- Solfato di zinco (ZnSO4·7H2O) 8,6 mg/l

### Fonte di carbonio organico
- Saccarosio 20 g/l

### Fitormoni
- IAA 1–30 mg/l
- Chinetina 0.04–10 mg/l

### Vitamine
- Mio-inositolo 100 mg/l
- Niacina 0.5 mg/l
- Piridossina · HCl 0.5 mg/l
- Tiamina · HCl 0.1 mg/l

### Altri additivi
- Na2EDTA · 2H2O (per complessare il ferro II) 37,2 mg/l
- Glicina (ricristallizata) 2.0 g/l
- Etilendiammina (1,2-diaminoetano) 1.0 g/l
- Agar (gelificante) 10 g/l

Con il tempo il terreno ha subito numerose modifiche. Ad esempio per l'organismo modello Arabidopsis thaliana, si usa un terreno di Murashige e Skoog con concentrazioni dimezzate.